# فرودگاه کاتیولا
فرودگاه کاتیولا (به انگلیسی: Katiola Airport) یک فرودگاه با کد یاتا KTC است . این فرودگاه در شهر کاتیولا کشور ساحل عاج قرار دارد .